# Серейкайте, Агне
Агне Серейкайте (лит. Agnė Sereikaitė; род. 19 октября 1994, Вильнюс, Литва) — литовская шорт-трекистка. Бронзовая призёрка чемпионата Европы 2015 года на дистанции 1000 метров. Участница Олимпийских игр 2014 года. Завершила карьеру в 2018 году. 

## Карьера
Начала заниматься шорт-треком в родном Вильнюсе в 10 лет под руководством тренера Ярмила Грузы.
Первый международный старт — чемпионат мира среди юниоров 2010 года в городе Тайбэй не принёс ей успеха. Агне отметилась лишь участием в предварительных забегах и 35 итоговым местом в многоборье.
В 2011 году она участвует в чемпионате Европы в голландском Херенвене, где доходит до четвертьфинала на дистанции 500 метров. В это же время она начинает проходить уже по несколько раундов на различных дистанциях на этапах Кубка мира, а в 2012 году на чемпионате мира среди юниоров в Мельбурне добивается первого серьёзного успеха — становится серебряным призёром на 500 метров и занимает 5-е место по сумме многоборья.
На зимней Универсиаде 2013 становится бронзовой призёркой на дистанции 500 метров.
Относительно успешные выступления на международных соревнованиях позволили Агне представлять Литву на Зимних Олимпийских играх 2014.  В Сочи она смогла выйти в полуфинал на 1500 метров, заняв на этой дистанции итоговое 16-е место. На 500 метров ей не удалось пройти сито квалификационных забегов (24-е место), а 1000 метров закончились дисквалификацией. На церемонии закрытия игр ей доверили честь нести флаг Литвы.
В 2015 году Серейкайте завоевала первую взрослую медаль главных международных стартов. На чемпионате Европы в Дордрехте она стала 3-й на дистанции 1000 метров. В общем зачёте по итогам четырёх дистанций Агне оказалась на высокой 6-й позиции. Спустя 3 недели после этого успеха она приняла участие в зимней Универсиаде, где в соперничестве с рядом сильных азиатских спортсменок сумела добыть ещё одну бронзовую медаль, на дистанции 500 метров.
В настоящее время является студенткой Литовского университета спорта. Владеет 4 языками: литовским, английским, чешским и русским.